# Taça 12 de Novembro 2020
Die Taça 12 de Novembro 2020 war die siebte Austragung des Fußball-Pokalwettbewerbs für osttimoresische Vereinsmannschaften. An der Saison nahmen insgesamt 19 Mannschaften teil. Titelverteidiger war der FC Lalenok United.
Das Pokalturnier begann am 13. November mit der ersten Runde und endete mit dem Finalspiel am 12. Dezember 2020. Im Finale kam es zur Wiederholung des Vorjahres-Finales, in dem sich Titelverteidiger Lalenok United mit einem 1:1 und einem 4:1-Sieg im Elfmeterschießen gegen Sport Laulara e Benfica seinen zweiten Pokaltitel sicherte. Zusammen mit dem Sieg in der Copa FFTL erreichte er auch zum zweiten Mal das Double.

## Teilnehmende Mannschaften
Folgende Mannschaften nahmen am Pokal teil:
| Copa FFTL 19 der 20 1 Vereine der Saison 2020 2                                                                    |                                                                                        | |
| FC Lalenok United (TV) Boavista FC AS Ponta Leste Karketu Dili Sport Laulara e Benfica Assalam FC Académica FC (↓) | DIT FC (↑) Aitana FC (↑) FC Nagardjo Kablaki FC FC Porto Taibesse FC Lica-Lica Lemorai | Santa Cruz FC FC Estudante Fitun Lorosae Sporting Clube de Timor FC Zebra Emmanuel FC (↑) AS Marca FC (↑) |

Anmerkungen

## Erste Hauptrunde
Die erste Hauptrunde wurde vom 13. bis zum 15. November 2020 ausgetragen. In der Klammer ist die jeweilige Ligaebene angegeben, in der der Verein in der Saison 2020 eigentlich spielen sollte.
|                        | Ergebnis        |                              |
| ---------------------- | --------------- | ---------------------------- |
| FC Lalenok United (I)  | 5:0             | FC Nagardjo (II)             |
| Assalam FC (I)         | 2:4             | Sporting Clube de Timor (II) |
| FC Porto Taibesse (II) | 1:1 (2:4 i. E.) | Aitana FC (I)                |

## Zweite Hauptrunde
Die zweite Hauptrunde wurde vom 17. bis zum 25. November 2020 ausgetragen. In der Klammer ist die jeweilige Ligaebene angegeben, in der der Verein in der Saison 2020 eigentlich spielen sollte.
|                                 | Ergebnis        |                             |
| ------------------------------- | --------------- | --------------------------- |
| AS Marca FC (II)                | 0:0 (3:5 i. E.) | FC Lica-Lica Lemorai (II)   |
| DIT FC (I)                      | 3:0             | Karketu Dili (I)            |
| FC Estudante Fitun Lorosae (II) | 00:12           | FC Lalenok United (I)       |
| Kablaki FC (II)                 | 0:2             | Boavista FC (I)             |
| AS Ponta Leste (I)              | 3:3 (3:1 i. E.) | Aitana FC (I)               |
| Santa Cruz FC                   | 0:2             | Emmanuel FC (II)            |
| Sporting Clube de Timor (II)    | 6:0             | Académica FC (II)           |
| FC Zebra (II)                   | 0:5             | Sport Laulara e Benfica (I) |

## Viertelfinale
Das Viertelfinale wurde vom 26. bis zum 29. November 2020 ausgetragen. In der Klammer ist die jeweilige Ligaebene angegeben, in der der Verein in der Saison 2020 eigentlich spielen sollte.
|                             | Ergebnis        |                              |
| --------------------------- | --------------- | ---------------------------- |
| FC Lalenok United (I)       | 7:0             | FC Lica-Lica Lemorai (II)    |
| Emmanuel FC (II)            | 0:3             | Boavista FC (I)              |
| AS Ponta Leste (I)          | 1:1 (3:5 i. E.) | DIT FC (I)                   |
| Sport Laulara e Benfica (I) | 4:0             | Sporting Clube de Timor (II) |

## Halbfinale
Das Halbfinale wurde am 5. und 6. Dezember 2020 ausgetragen. In der Klammer ist die jeweilige Ligaebene angegeben, in der der Verein in der Saison 2020 eigentlich spielen sollte.
|                       | Ergebnis        |                             |
| --------------------- | --------------- | --------------------------- |
| FC Lalenok United (I) | 1:1 (3:2 i. E.) | Boavista FC (I)             |
| DIT FC (I)            | 1:3             | Sport Laulara e Benfica (I) |

## Finale
Das Finale fand am 12. Dezember 2020 in der Hauptstadt Dili statt.
|                       | Ergebnis        |                             |
| --------------------- | --------------- | --------------------------- |
| FC Lalenok United (I) | 1:1 (4:1 i. E.) | Sport Laulara e Benfica (I) |